# Constantí (jurista)
Constantí (en llatí Constantinus) fou un jurista contemporani de Justinià I l'emperador romà d'Orient. El 528 fou comissionat junt amb altres per redactar el primer Codi de Justinià. Entre 528 i 529 es va acabar la redacció del primer codi, i va ser en aquell moment quan l'emperador li va conferir diversos títols: vir illustris, comes sacrarum largitionum inter agentes i magister scrinii libellorum et sacrarum cognitionum.
Un Constantí assenyalat com advocat de Constantinoble, però sense que consti cap dels títols esmentats, fou comissionat per compilar el Digest l'any 530, i per redactar una segona edició del Codi, la que forma part del Corpus Juris Civilis. Es pot pensar raonablement que era la mateixa persona.
També va publicar una col·lecció d'Edictes, de l'època d'Anastasi, Justí i Justinià. (entre el 491 i el 565). Zacaries, un historiador del segle xix, pensa que l'autor de la recopilació d'edictes és la mateixa persona que el Constantí prefecte d'Orient sota Anastasi I Dicor i que el seu nom complet era Asper Alipi Constantí (Asper Alypius Constantinus).